# West Atlantic UK
West Atlantic UK Limited è una compagnia aerea tutto-merci britannica con sede nell'aeroporto East Midlands. Effettua voli merci di linea e ad hoc in tutto il mondo, soprattutto in Europa come parte del Gruppo West Atlantic. La flotta è attualmente composta da Boeing 737 e ATR 72.
West Atlantic è specializzata nel trasporto di merci pericolose e prodotti radioattivi e in altri lavori specializzati, tra cui la risposta alle fuoriuscite di petrolio e l'irrorazione di disperdenti.  La società è titolare di un certificato di operatore aereo rilasciato dall'autorità per l'aviazione civile del Regno Unito e una licenza di esercizio di tipo A, che consente di trasportare merci e posta, tra gli altri per la Royal Mail.

## Storia
Tre partner
L'azienda costituita e attivata nel 2009 ha origini sono un poco circonvolute. In pratica si trattò della fusione di tre entità: le attività merci della britannica Atlantic Airlines, la lussemburghese West Air Luxemburg e la svedese West Air Sweden AB.
- La prima aveva consolidato nel luglio 2004 e con il nome legale di Atlantic Airlines Ltd. le attività merci svolte fin dal luglio 2001 da Air Atlantique[3] e operava con BAe ATP-F[4] e Lockheed L.188F.[5]
- La seconda era stata costituita nel 2002 e attivata l'anno successivo con una flotta di ATR 72F e BAe ATP-F. Rimasta orfana nel 2014 si trasformò in Smart Cargo e con i soli BAe ATP-F prima di scomparire pochi mesi più tardi.
- La terza risaliva all'inizio degli anni '90 e, tra il 1996 e il 1997, aveva pure iniziato collegamenti di linea sia passeggeri (con BAe 748 e BAe ATP) sia merci (con ATR 72F, BAe 748-F, BAe ATP-F). Nonostante avesse assunto la nuova ragione sociale West Atlantic Sweden AB fu un poco disamorata della triade se ne distaccò a piccoli passi, mettendo in flotta macchine più capienti quali Boeing 737F e Boeing 767F.

La fusione
Nell'ottobre 2008, fu annunciato che Atlantic Airlines si sarebbe fusa con West Air Sweden per formare una nuova aerolinea deominata West Atlantic con sede legale in Svezia all'interno di un gruppo denominato West Atlantic. Nel frattempo, l'8 dicembre 2009, la maggiore base di Atlantic Airlines, nell'aeroporto di Coventry, fu chiusa per motivi finanziari, costringendo la società a cessare tutti i voli. Di conseguenza, il vettore trasferì temporaneamente tutto l'operativo a Birmingham. La società ripristinò le operazioni da Coventry dopo che lo scalo era stato acquistato da Sir Peter Rigby. Ma, da quel momento, l'aviolinea si trasferì: impiantò nuovi uffici a sud dell'aeroporto di Coventry ma trasferì il centro di controllo operativo e di manutenzione all'aeroporto East Midlands vicino a Derby.
Dopo la fusione
Il 27 aprile 2013, Atlantic Airlines radiava l'ultimo Lockheed L-188 Electra dalla flotta. La società è stata l'ultimo operatore di questo tipo di aerei al di fuori del Canada. La maggior parte di questi velivoli era stata venduta a Buffalo Airways del Canada. Nel 2015, l'azienda trasferiva gli ATP al gruppo Swedish AOC per concentrarsi su ulteriori acquisti di Boeing 737.
Nel giugno 2017 West Atlantic annunciava che sarebbe stato il cliente di lancio e il primo operatore del Boeing 737-800BCF (Boeing converted Freighter). Il successivo 1º novembre 2017, Atlantic Airlines cambiava ufficialmente il nome in West Atlantic UK Limited.

## Flotta

### Flotta attuale

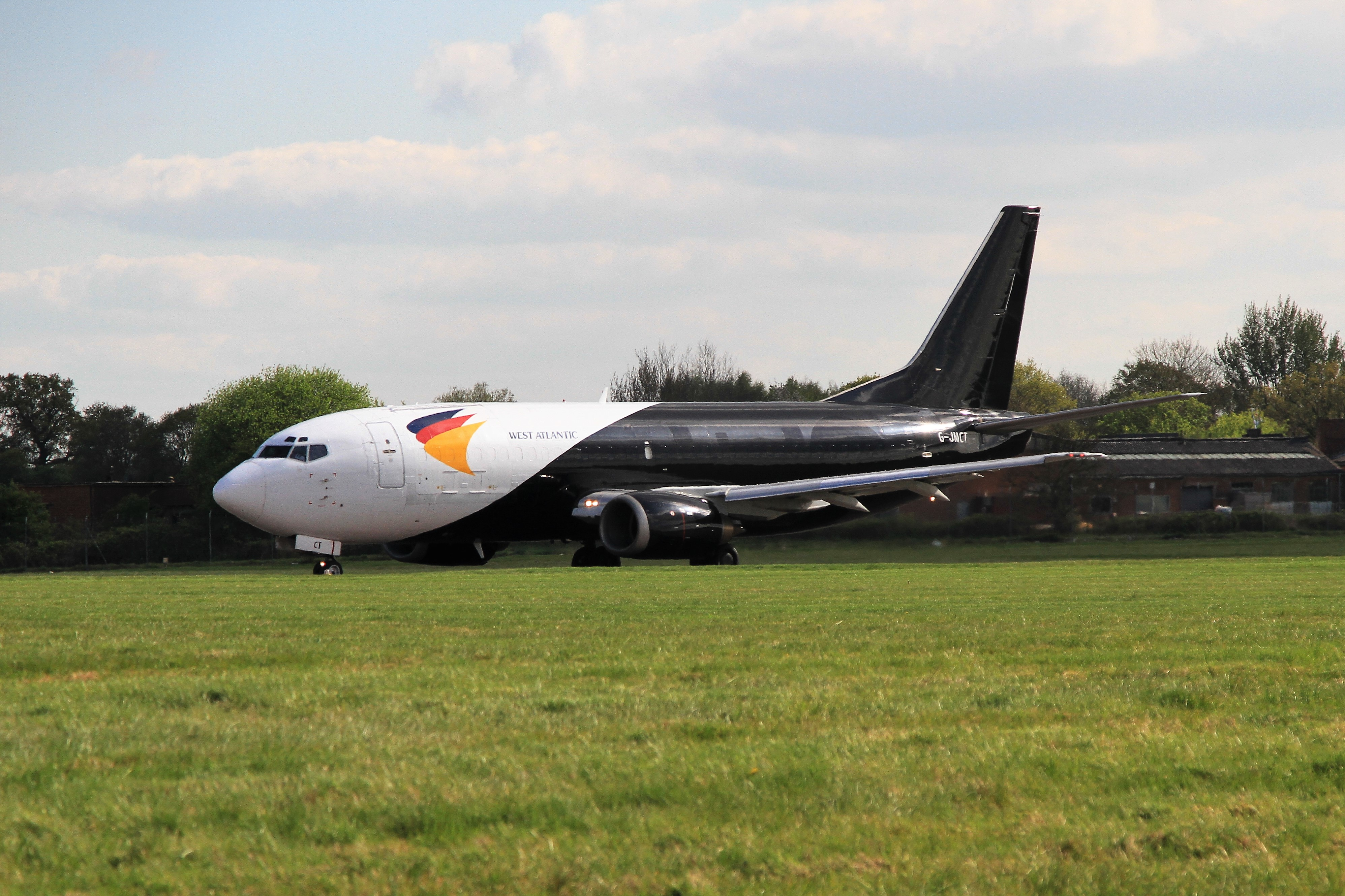
Uno dei Boeing 737-300.

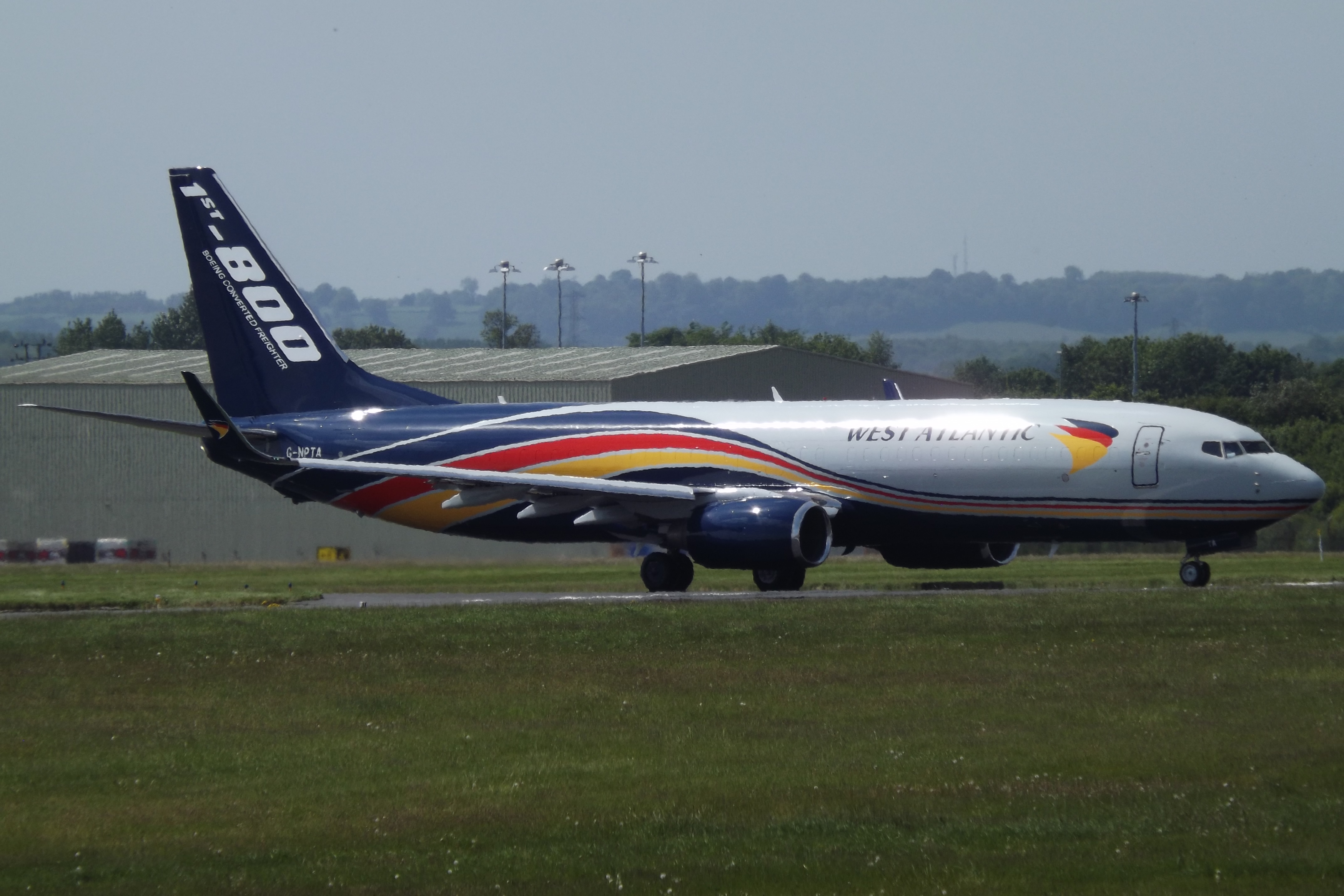
Un Boeing 737-800, il primo esemplare in assoluto convertito in tutto-merci

La flotta di West Atlantic UK è così composta:

### Flotta storica
Nel corso degli anni, la società ha volato con i seguenti tipi di aerei:

## Incidenti
- Il 19 gennaio 2021, un Boeing 737-400(SF), marche G-JMCY, ha subito danni sostanziali durante un atterraggio duro all'aeroporto di Exeter, Regno Unito. L'aereo operava un volo dall'aeroporto delle Midlands Orientali, atterrando sulla pista 26 alle 02:34. Dopo aver parcheggiato sul piazzale, sono state notate significative crepe sulla fusoliera appena dietro le uscite di emergenza su entrambi i lati. Il 737 è stato danneggiato irreparabilmente.[13]